# طعوم لثوية
الطُّعوم اللّثوية(gum graft –periodontal plastic surger ) هو الاسم العام لأي إجراء سني يتضمن ترقيع النسيج اللثوي. الهدف من هذه العملية أو الإجراء هو تغطية جذور الأسنان المكشوفة أو لتعزيز النسيج المُتَقَرِّن فحسب.

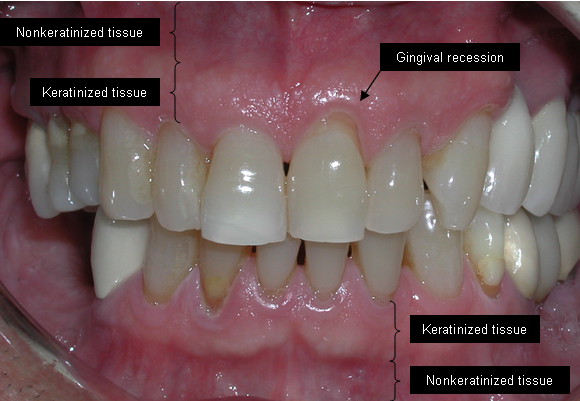
صورة أمامية تظهر التجويف الفمي و هو مغلق, و يظهر فيها مناطق من النسيج المقرن و الغير مقرن كما و توضح الصورة انحسار اللثة.

## التشريح
يصنف النسيج الرخو الموجود داخل التجويف الفمّي إلى قسمين حسب درجة وجود الكيراتين داخل النسيج إلى نسيج متقرن (keratinized ) ونسيج غير متقرن (nonkeratinized). في الحالة الطبيعية، يكون النسيج الرخو الذي يحيط بالأسنان بشكل مباشر محتويًا على كمية عالية من الكيراتين لذلك يسمى النسيج المتقرن أو اللثة المتقرنة. أما النسيج الرخو الموجود بجانب اللثة والذي يكون مفصولا عن الأسنان بطبقة من النسيج المتقرن، فيُسمّى مخاطية السّنخ -alveolar mucosa-. أما النسيج غير المتقرّن فيحيط بالشفة، داخل الخد، الجزء السفلي من اللسان وقاع الفم، بينما يحيط بالجزء العلوي للسان نسيجٌ متقرّن يحتوي على أعداد كبيرة من حليمات اللسان والتي تحتوي بعضها على براعم الذوق.
يشار إلى فقدان أي جزء من العظم أو النسيج المتقرن المحيط بعنق السن بما يسمى انحسار اللّثة. نتائج انحسار اللثة متعددة يمكن اختصارها بأنّ جذر السن غير الجمالي يصبح مكشوفا للسطح مما يؤدي إلى زيادة الحساسية السنية لأنّ جذور الأسنان اضعف من تيجانها.
يُلجأ إلى ترقيع اللثة لزيادة وتعزيز النسيج المُتقرّن وتغطية جذور الأسنان المكشوفة.

## الدواعي
اللجوء إلى ترقيع اللثة يكون عندما تتقلص أبعاد منطقة النسيج المتقرّن بسبب رضوض الاسنان أو الإصابة بأمراض دواعم الأسنان.

## إجراءات خاصة
- السدائل المثبتة باتجاه التاج أو قمة الجذر- Coronally and apically positioned flaps -

على الرغم من أن هذا الإجراء غير تابع تقنيا لإجراءات ترقيع اللثة ولكنه يُعتبر نموذجًا آخر من ترقيع العُنَيْق (تركيب صغير يوصل بين عضو ما وجسم الإنسان) والذي يتم فيه تحرير النسيج اللثوي ونقله باتجاه التاج أو الجذر.
يتطلب هذا الإجراء أن يكون النسيج اللثوي الموجود عند قاعدة انحسار اللثة بسُمكٍ وعرض كافيين.
- ترقيع اللثة الحرّ free gingival graft

وهو عبارة عن إجراء سني يتم فيه نقل طبقة قليلة من النسيج من سقف فم المريض إلى مكان انحسار اللثة. تُخاط الطبقة المأخوذة من سقف الفم في المكان الجديد حيث تقوم هذه الطبقة الجديدة بحماية جذور الأسنان المكشوفة باعتبارها نسيجًا حيًّا. أما منطقة سقف الحلق التي تم أخذ الطبقة منها فسوف تتعافى وترجع لطبيعتها بعد مدة قصيرة من الزمن دون أذى. يتم تطبيق هذا الإجراء غالبًا لزيادة سمك اللثة في منطقةٍ غطاؤُها اللثويُّ ضئيلٌ جدا.
- ترقيع النسيج الضام تحت الطلائي subepithelial connective tissue graft

يتم في هذا الإجراء أخذ جزء من النسيج من تحت اللثة السليمة في سقف الفم ورقعها في منطقة انحسار اللثة. يتميز هذا الإجراء بقدرة عالية على تغطية الجذور بشكل كامل وصحيح, كما أنه يسبب ألمًا أخف في منطقة سقف الفم من الألم الذي يسببه ترقيع اللثة الحر. يستخدم هذا الإجراء غالبا لتغطية أجزاء الجذور المكشوفة.
- ترقيع العنيقة الجانبية أو ترقيع العنيقة lateral pedicle graft or pedicle graft

يؤخذ النسيج من المنطقة المجاورة للثة المتضررة تماما. لا يُتخذ هذا الإجراء عادة، إذ إنّ هنالك الزامًا بأن يكون هناك كمية كافية من النسيج في المنطقة المجاورة للمنطقة المتضررة، وهذا الشرط صعب التحقق في هذا النوع من الإجراءات. عند تنفيذ هذا الإجراء يتم قطع النسيج المنقول مع بقائه متصلًا بالمنطقة السليمة المجاورة وتدويره باتجاه الجهة المتضررة من اللثة مما يجعل المنطقة المتبرعة تحت خطر انحسار اللثة أيضا.
- ترقيع الشبكة الجلدية غير الخلوية acellular dermal matrix ( such as alloderm)

يُستخدم في هذه الطريقة نسيجٌ مُعالَج لجلد إنسان مصدرًا للرقعة. الميزة الإيجابية لهذا الإجراء هي عدم الحاجة إلى منطقة متبرعة من سقف الفم، وعلى الرغم من ذلك فإنّ بعض اختصاصيّ دواعم الأسنان يعتبرون هذا الإجراء ناجحًا بشكلٍ مساوٍ لترقيع النسيج الضام تحت الطلائي, وآخرون يعتبرونه أقل نجاحا.
- إعادة بناء\ ترميم العظم الموجَّه guided bone reconstruction

هو عبارة عن تقنية يتم فيها تعزيز نمو العظم (وهو نسيج صلب) وذلك عن طريق منع النمو الداخلي للأنسجة الرخوة في المكان المراد به بناء العظم (النسيج الصلب) ويتم استخدام أغشية يمتصها الجسم أو لا يمتصها (حسب الحاجة). تم إثبات فعالية ونجاح استخدام الأغشية المعدنية أو الأغشية المدعومة بالتيتانيوم. كما تم استخدام الشبكة الجلدية اللاخلوية كغشاء حاجز مع طُعم خيفي عظمي مجفّد (مجمّد ومجفَّف) منزوع المعادن (demineralized freeze-dried bone allograft).
منذ بداية القيام بإجراءات الجراحة الدقيقة، أصبحت هذه الإجراءات أكثر استخداما ونجاحا وراحة للمرضى. وغالبا ما يقوم بعمل هذه الاجراءات شخص متخصص بالدواعم السنية ومدرب على هذه الإجراءات.

## وصلات خارجية
[(http://www.perio.org/consumer/smile.htm نسخة محفوظة 29 يوليو 2012 على موقع واي باك مشين. AAP Page on Periodontal Plastic Surgery (Gum grafting]
Gum Grafts
Gum Recession
Gum Graft